# Michael Campbell (Leichtathlet)
Michael Campbell (* 11. September 1978 in Kingston) ist ein ehemaliger jamaikanischer Sprinter, der sich auf den 400-Meter-Lauf spezialisiert hatte.
2003 wurde er bei den Panamerikanischen Spielen in Santo Domingo Siebter im Einzelbewerb und gewann Gold in der 4-mal-400-Meter-Staffel. Bei den Leichtathletik-Weltmeisterschaften in Paris/Saint-Denis wurde er im Vorlauf der 4-mal-400-Meter-Staffel eingesetzt und trug so zum Gewinn der Silbermedaille für das jamaikanische Team bei.
2004 gehörte er zur jamaikanischen 4-mal-400-Meter-Stafette, die bei den Olympischen Spielen in Athen im Vorlauf ausschied.

## Bestzeiten
- 200 m: 21,07 s, 30. Mai 2004, Sacramento
- 400 m: 45,48 s, 21. Juni 2003, Kingston